# Loschwitzbach
Der Loschwitzbach (im Volksmund Trille genannt) ist ein orographisch rechter Nebenfluss der Elbe im Osten von Dresden.

## Verlauf

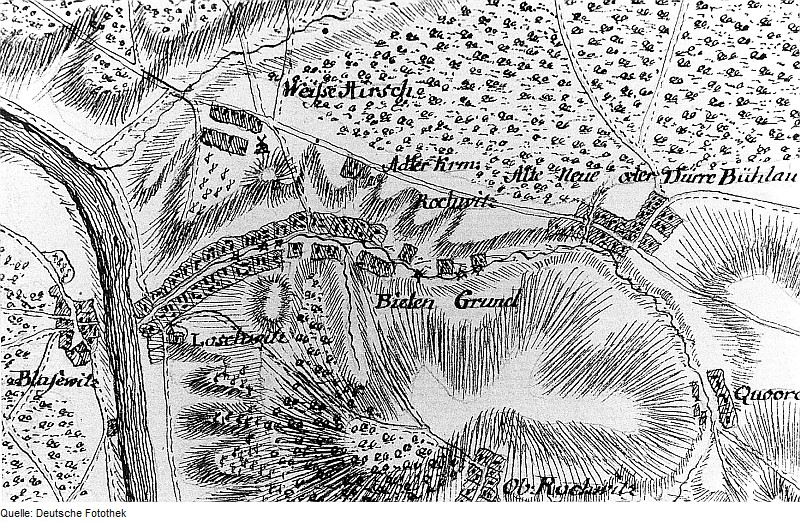
Der Loschwitzgrund nach 1759

Der Bach entspringt im Dresdner Stadtteil Bühlau am Rand der Dresdner Heide und fließt in südwestlicher Richtung zur Elbe. Nach knapp fünf Kilometern Fließstrecke mündet der Bach in Loschwitz  nahe der Brücke Blaues Wunder orografisch rechts in die Elbe.
Im Oberlauf hat der Bach bis zur Verrohrung am Ullersdorfer Platz einen weitgehend naturnahen Charakter. Danach wechseln bis zum ehemaligen Freibad Bühlau offene und verrohrte Gewässerabschnitte. Bis zu den Elbwiesen in Loschwitz ist das Gewässer meist verrohrt, ein 300 Meter langes Teilstück ist hier der längste offene Abschnitt. Auch in den offenen Gewässerabschnitten ist der Bach in der Regel an beiden Ufern befestigt.
Der Verlauf des Baches entspricht heute dem historischen Verlauf, einzig im Bereich des Ullersdorfer Platzes wurden Korrekturen vorgenommen.
Im 5,2 Quadratkilometer großen Einzugsgebiet des Loschwitzbachs befinden sich 13 Quellen.

## Gewässerzustand
Der Loschwitzbach ist aufgrund seines Einzugsgebietes von unter 10 Quadratkilometern kein eigener Wasserkörper nach der Europäischen Wasserrahmenrichtlinie (WRRL). Der Bach gehört zum Gewässertyp 5 (WRRL): „Grobmaterialreiche, silikatische Mittelgebirgsbäche“.  Der geologische Untergrund des Baches ist durch Granodiorit, Lehm und Sand geprägt.
Das Gewässer ist durch Befestigung und Verrohrung stark verändert, was zur erheblichen Abwertung des ökologischen Zustands führt. Bei einer Untersuchung der Gewässergüte des Loschwitzbaches 2001/2002 wurde festgestellt, dass bereits der Oberlauf eine kritische Belastung (Gewässergüteklasse II–III) aufweist, welche sich im weiteren Fließverlauf noch um eine Stufe auf Güteklasse III (stark belastet) verschlechterte.

## Naturschutz
Teile des Gewässereinzugsgebietes befinden sich in den Landschaftsschutzgebieten Schönfelder Hochland und Elbhänge Dresden-Pirna, Bühlauer Wiesen und Dresdner Heide.

## Ehemalige Mühlen
Seit dem Mittelalter standen im Loschwitzgrund mehrere Wassermühlen, welche heute sämtlich verschwunden oder umgewidmet sind. Nachfolgend die ehemaligen Mühlen, bachabwärts geordnet.

### Lohmühle
Die Lohmühle (Bühlau, Grundstr. 171) entstand zum Stampfen von Eichenrinde aus der Dresdner Heide, die als Gerberlohe in der Gerber- und Färberei benötigt wurde. Auf dem nördlich der Mühle gelegenen Holzstapelplatz entstand später die Lohschänke, welche der Mühlenbesitzer Hans Schmied 1683 kaufte.
1847 wurde das Mühlengebäude durch einen Brand zerstört und 100 Meter bachaufwärts neu errichtet. Die Aufgabe der Mühle änderte sich, das Gebäude wurde als Getreide- und Ölmühle, als Dampfwäscherei und zuletzt bis 1944 als Bäckerei genutzt. 1930 wurde der Schornstein abgerissen, aus dem Mühlteich entstand 1931 das inzwischen geschlossene Bühlauer Bad, um welchen herum zwischenzeitlich ein Waldseilpark eingerichtet wurde. Das Hauptgebäude der ehemaligen Mühle ist heute ein Wohnhaus.

### Bärmühle
Die Bärmühle (Rochwitz, Grundstr. 116) soll nach Überlieferungen bereits im 13. Jahrhundert bestanden haben und in den Hussitenkriegen (1419 bis 1439) zerstört worden sein. Um 1800 baute der Müller August Wizani an dieser Stelle erneut ein Mühlengebäude, welches heute als Wohnhaus genutzt wird.

### Zeibigmühle

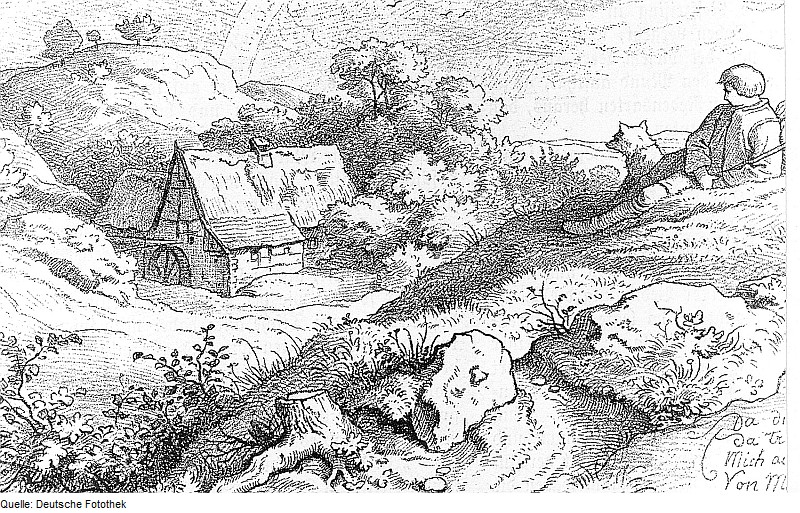
Die Zeibig-Mühle 1820, Zeichnung von Ludwig Richter

Die Zeibigmühle (Bühlau, Grundstr. 145-147). Die Mühle wurde im 13. Jahrhundert das erste Mal erwähnt. Im 19. Jahrhundert wurde die romantische Lage der Mühle geschätzt. Ludwig Richter zeichnete sie 1820 als Motiv zur Illustration des Eichendorff-Volksliedes In einem kühlen Grunde.
Mit dem Bau neuer Häuser um 1900 in unmittelbarer Nachbarschaft der Zeibigmühle wurde diese baulich erneuert. Trotzdem musste die frühere Getreidemühle ihren Betrieb wenig später einstellen. Das eigentliche Mühlengebäude fiel 1937/38 bis auf einen Rest dem Straßenausbau zum Opfer. Am Berghang sind bis heute noch Überreste des früheren Mühlgrabens erhalten geblieben. Der verfüllte Mühlteich wurde lange Zeit als Kohlenlagerplatz genutzt.

### Damm- oder Nudelmühle
Die Dammmühle (Rochwitz, Grundstr. 98), im Volksmund Nudelmühle genannt, wurde 1688 erstmals erwähnt. Zu ihr gehörten zwei durch einen Damm getrennte Teiche. Der Mahlbetrieb wurde 1880 eingestellt und das Gebäude als Fabrik für Schleifpapier genutzt. Neun Jahre später wurde ein Eiskeller eingerichtet, in welchem im Winter Eisblöcke aus dem Mühlteich eingelagert worden.
Das Mühlengebäude wurde 1936 im Zuge von Straßenbauarbeiten abgerissen.

### Brettschneidemühle von Hänsel

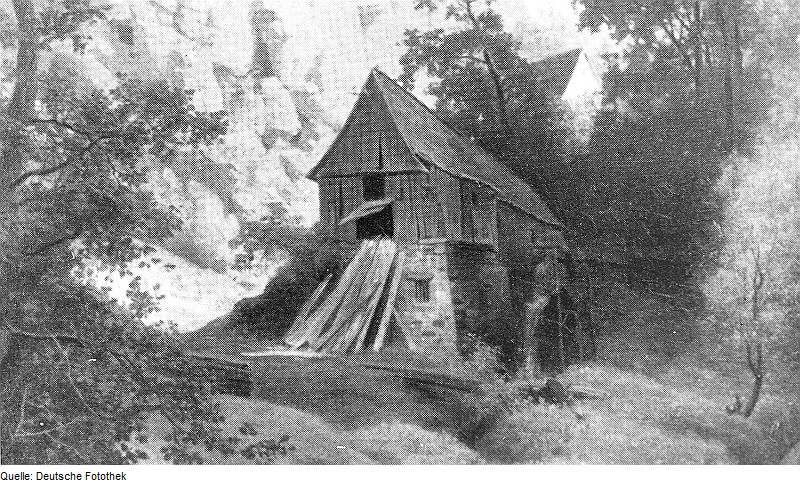
Die Brettschneidemühle von Hänsel, Zeichnung von Eduard Leonhardi

Die Brettschneidemühle (Loschwitz, Grundstr. 82), erstmals erwähnt wird die Mühle 1545. Nach den Besitzern von 1868 bekam die Hänselmühle ihren Namen. Die Mühle war die einzige Schneidemühle am Loschwitzer Bach, hier wurde auf der Elbe herbeigeflößtes Holz aus Böhmen und dem Elbsandsteingebirge verarbeitet.
1870 wurde das Wasserrad durch einen Dampfantrieb ersetzt, um vom Wasserstand unabhängig arbeiten zu können. Fünf Jahre später wurde das Werk bei einem Unwetter zerstört und 1882 als modernes Dampfsägewerk wieder aufgebaut. Nach einem Blitzschlag brannte die Mühle im Mai 1925 ab und wurde nicht wieder aufgebaut.

### Hänsel-Mehlmühle
Die Hänselmühle (Loschwitz, Grundstr. 78), erstmals erwähnt wurde die Mühle 1547. 1860 stellte die Mühle ihren Betrieb ein, auf dem Gelände wurde eine Brauerei erbaut.

### Niedermühle (Vettermühle)
Die Vettermühle (Loschwitz, Grundstr. 60-62)1590 wurde die Getreidemühle erstmals erwähnt und war bis Mitte des 19. Jahrhunderts in Betrieb. 1842 wurde im Mühlengebäude eine Glasfabrik betrieben, um 1850 kurzzeitig eine Gold- und Silberschmelze. 1854 erwarb der Tintenfabrikant August Leonhardi das Grundstück und errichtete eine chemische Fabrik. Die Fabrik zog aufgrund der zu hohen Umweltbelastung nach Trachau, die Gebäude wurden abgebrochen. An ihrer Stelle entstand eine parkartige Grünanlage, welche im Zweiten Weltkrieg dem Bau eines Luftschutzbunkers zum Opfer fiel.

### Hentschelmühle

Gebäude des Leonhardi-Museums

Die Hentschelmühle (Loschwitz, Grundstr. 24-26) war die im Loschwitzbachgrund am tiefsten gelegene Mühle und wurde bereits im 16. Jahrhundert erwähnt. Sie gehörte von 1785 bis zum Kauf durch die Familie Leonhardi im Jahr 1879 der Müllerfamilie Hentschel. Im Zuge der Industrialisierung wurde der Mahlbetrieb 1870 eingestellt, die Mühle verfiel.
Die Familie Leonhardi ließ 1883 die Mühlen- und Stallgebäude abreißen und nutzte nur das frühere Wohngebäude weiter, welches zwischen 1882 und 1884 als Atelier und Ausstellungsort umgebaut wurde. Nach dem ursprünglichen Konzept sollte das Haus als Künstlerhaus zur kostenfreien Miete für junge bzw. arme Kunstschaffende genutzt werden. Der Plan wurde nicht ganz verwirklicht, doch der hochbegabte Maler Charles Johann Palmié wohnte längere Zeit in der inzwischen umbenannten Roten Amsel, die er auch mit allerlei Sprüchen und historischem Zierrat beschmückte.
Das ab 1963 offiziell unter dem Namen Leonhardi-Museum betriebene Ausstellungsgebäude wurde bis 1990 vor allem von jungen Künstlern für öffentliche Präsentationen ihrer Werke genutzt.

## Galerie

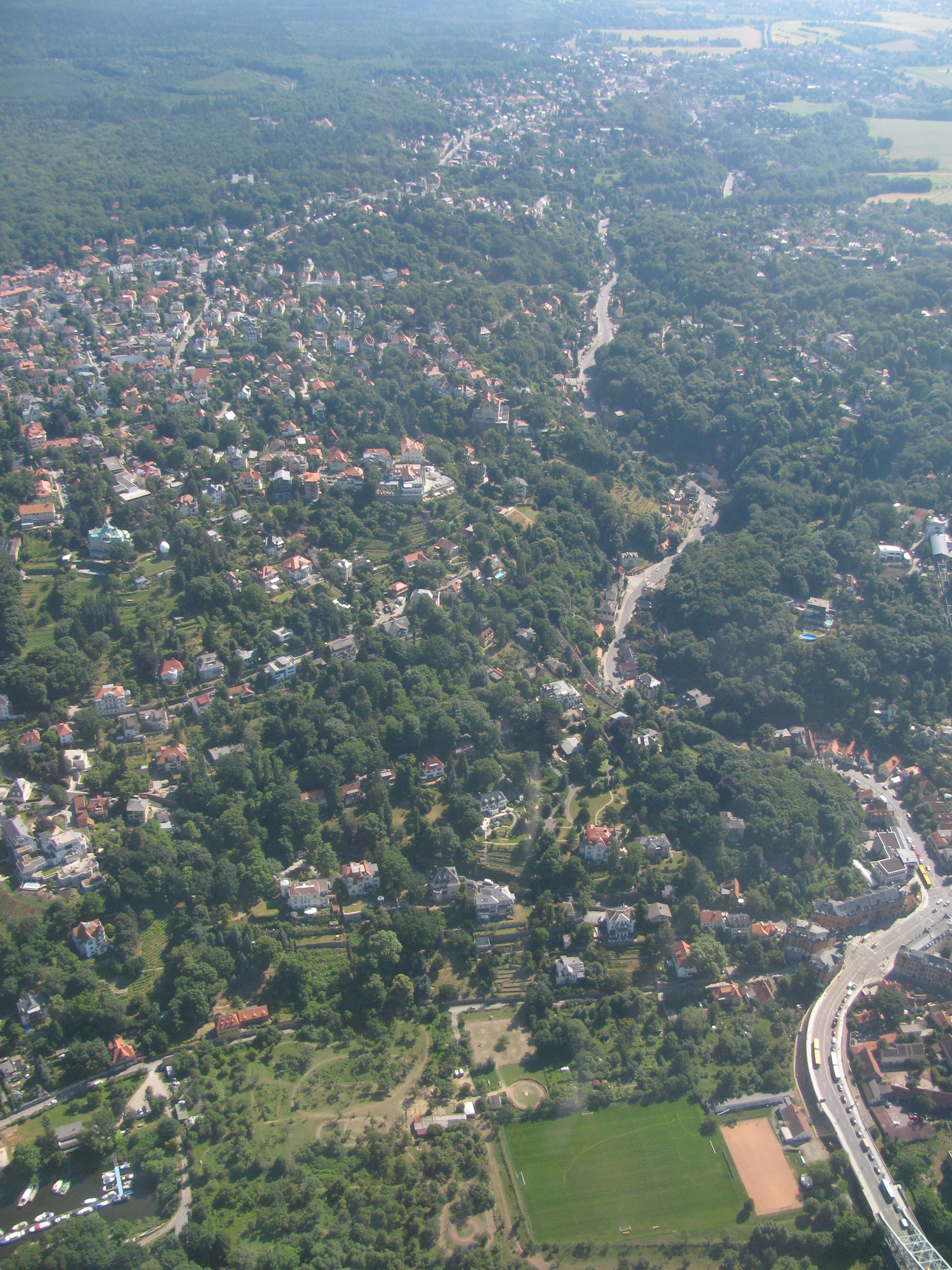
Luftaufnahme des Loschwitzgrunds
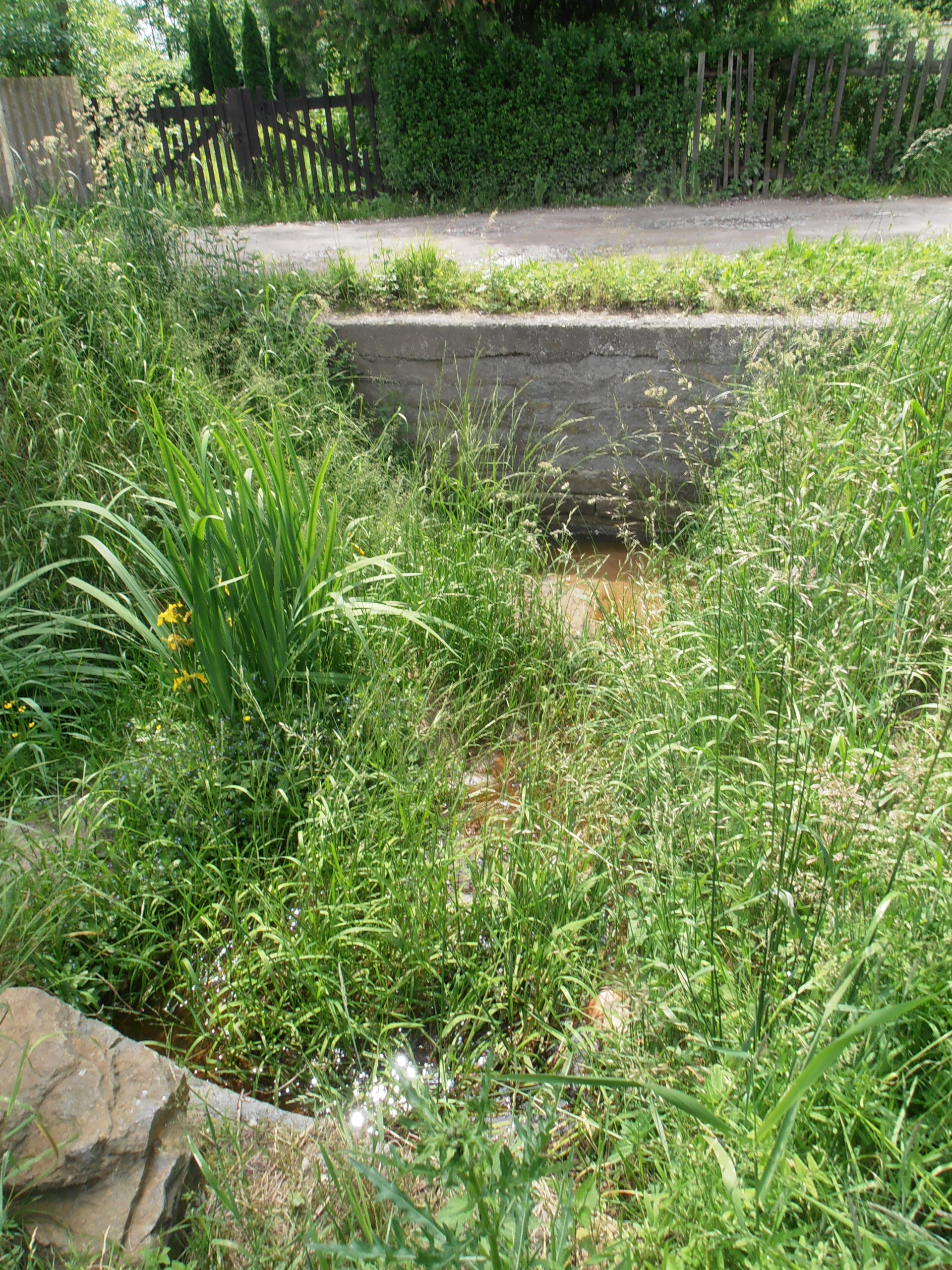
Quellgebiet des Loschwitzbachs
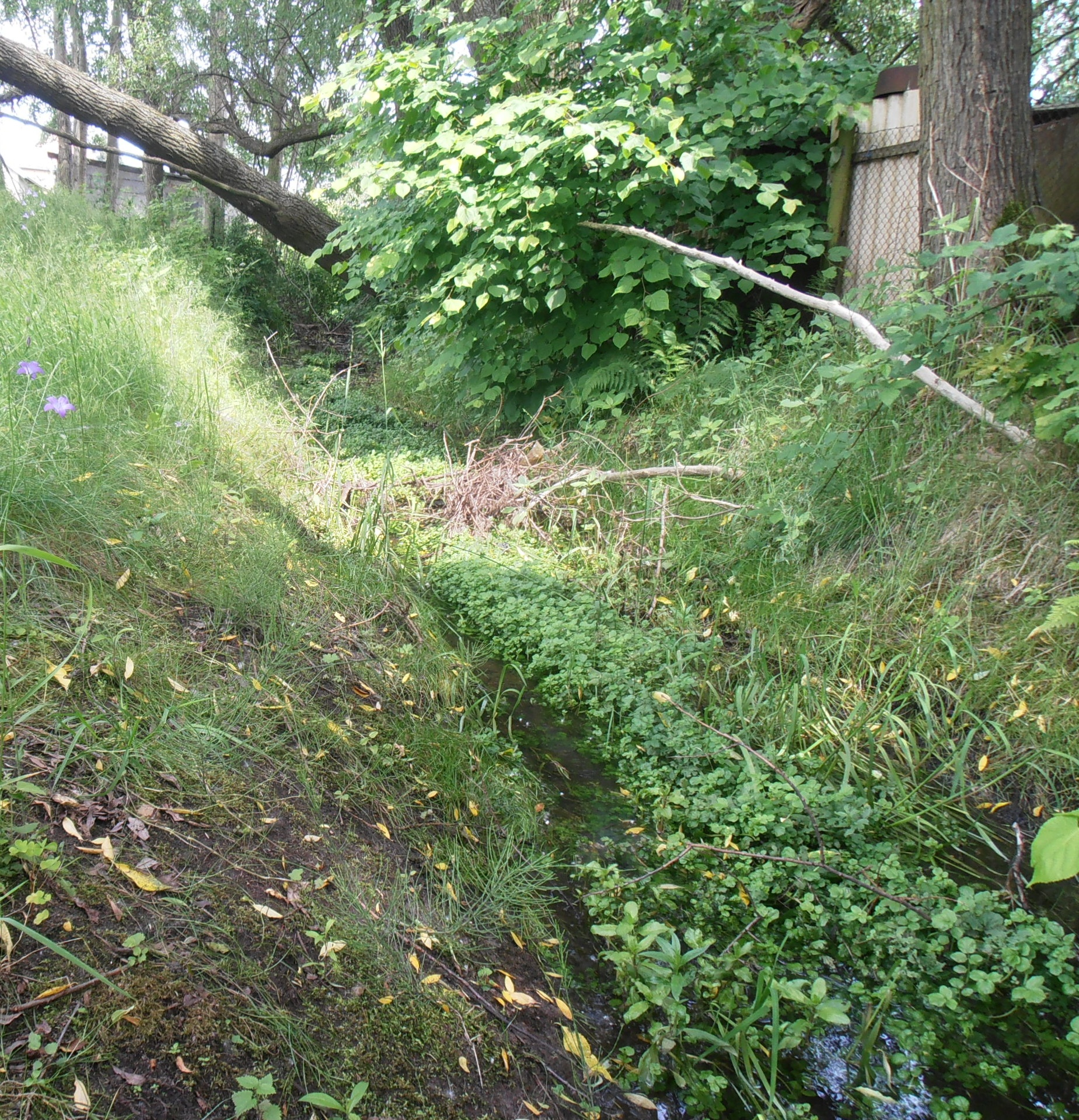
Naturbelassener Loschwitzbach in Bühlau
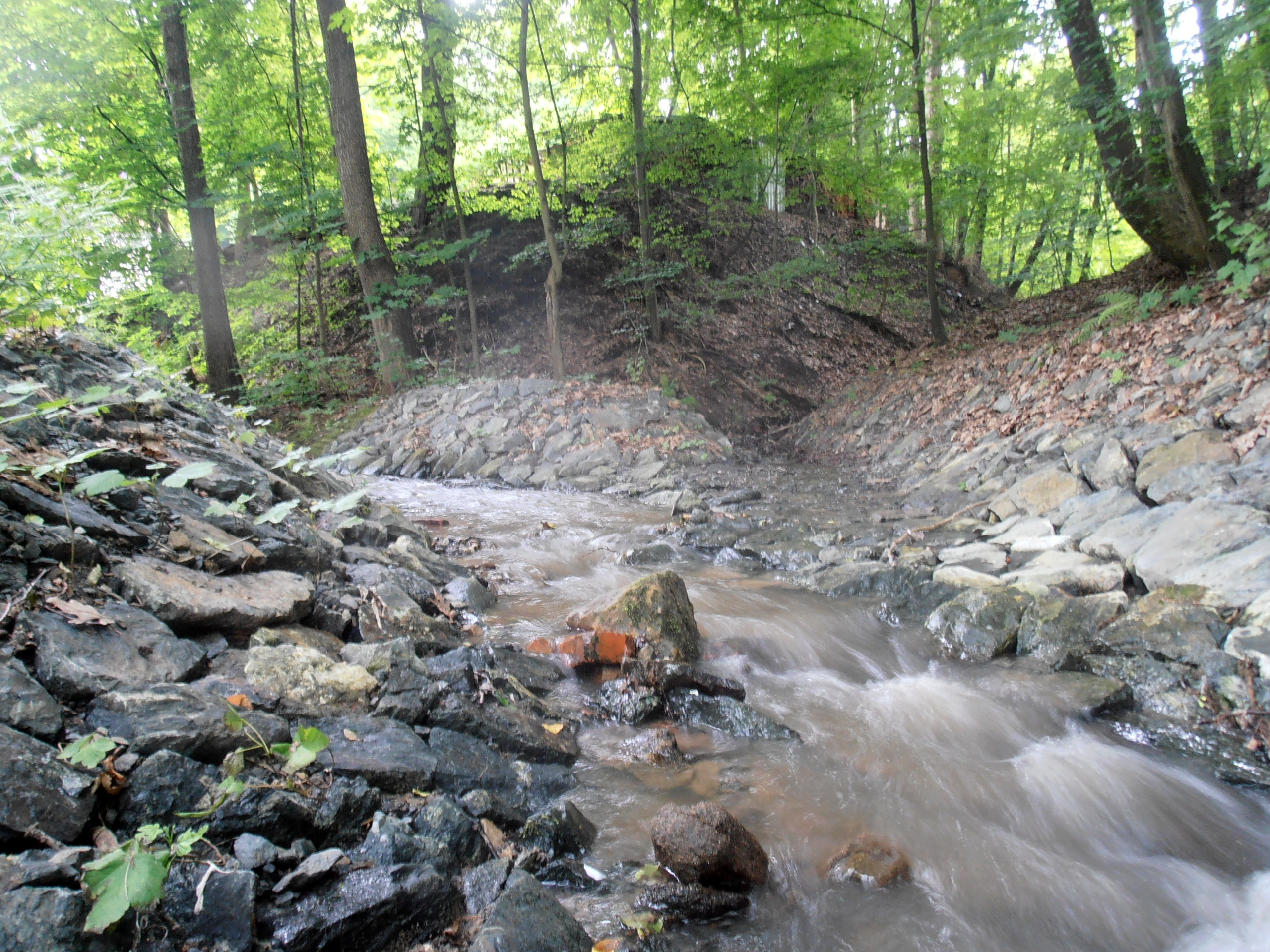
Mündung des Lehmgrubenbachs in den Loschwitzbach
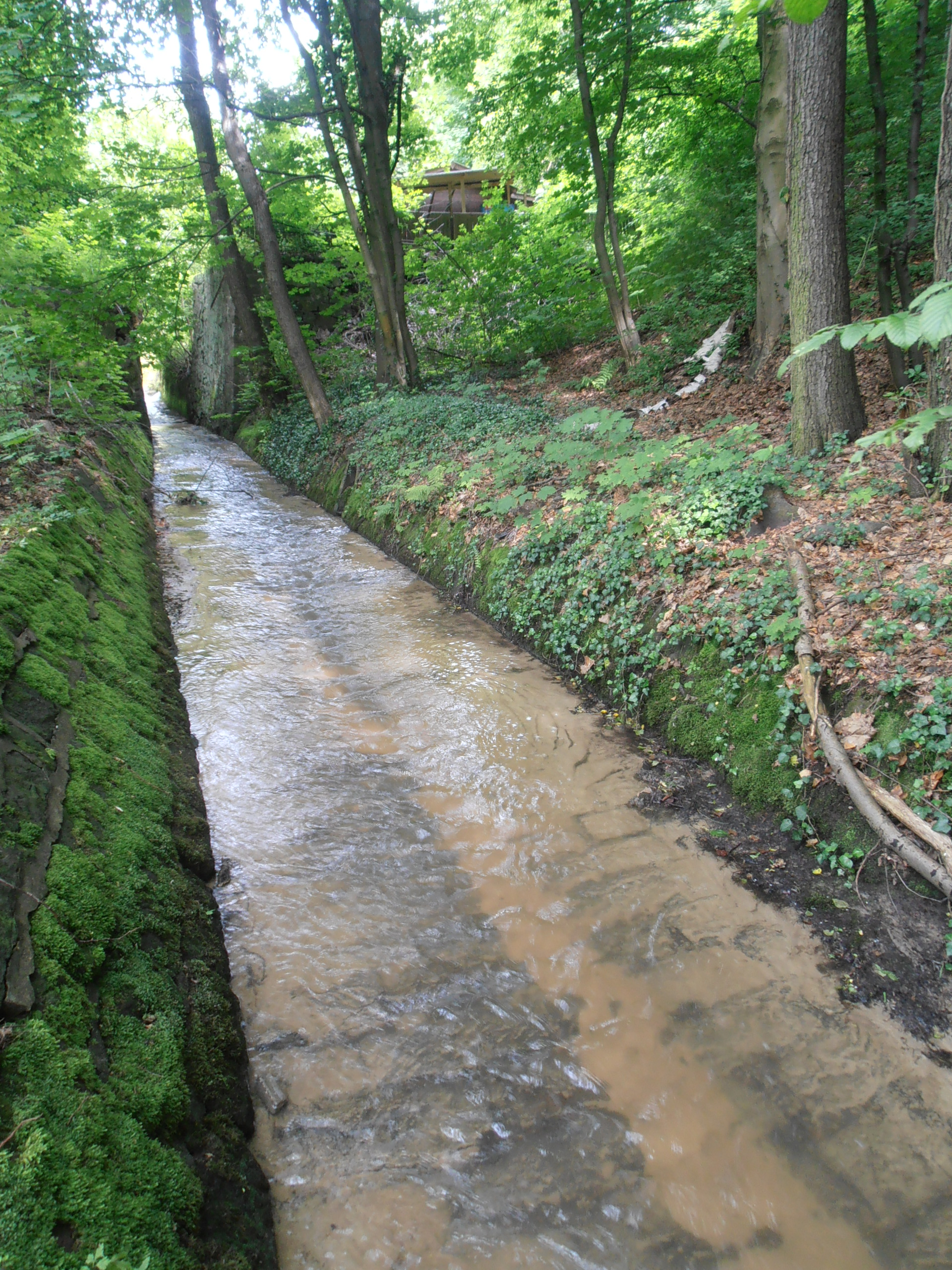
Befestigter Loschwitzbach
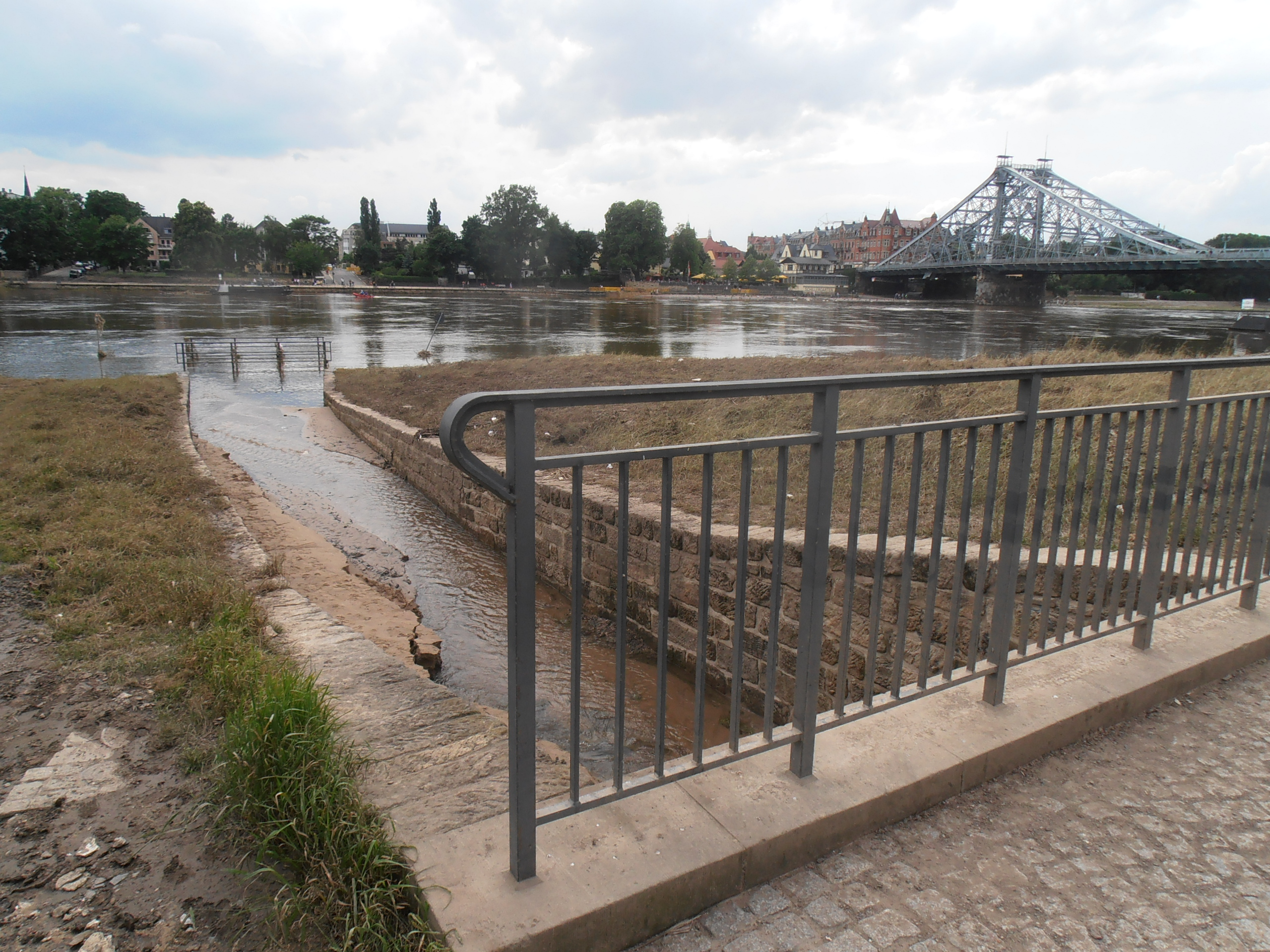
Mündung des Loschwitzbachs in die Elbe